# Los Sabinos, Michoacán de Ocampo
Los Sabinos är en ort i Mexiko.   Den ligger i kommunen Nuevo Urecho och delstaten Michoacán de Ocampo, i den södra delen av landet, 280 km väster om huvudstaden Mexico City. Los Sabinos ligger 1 194 meter över havet och antalet invånare är 112.
Terrängen runt Los Sabinos är huvudsakligen kuperad, men österut är den bergig. Runt Los Sabinos är det ganska glesbefolkat, med 48 invånare per kvadratkilometer. Närmaste större samhälle är Ario de Rosales, 18,7 km nordost om Los Sabinos. I omgivningarna runt Los Sabinos växer huvudsakligen savannskog.